# Skogshyddan
För andra betydelser, se Skogshyddan (olika betydelser).

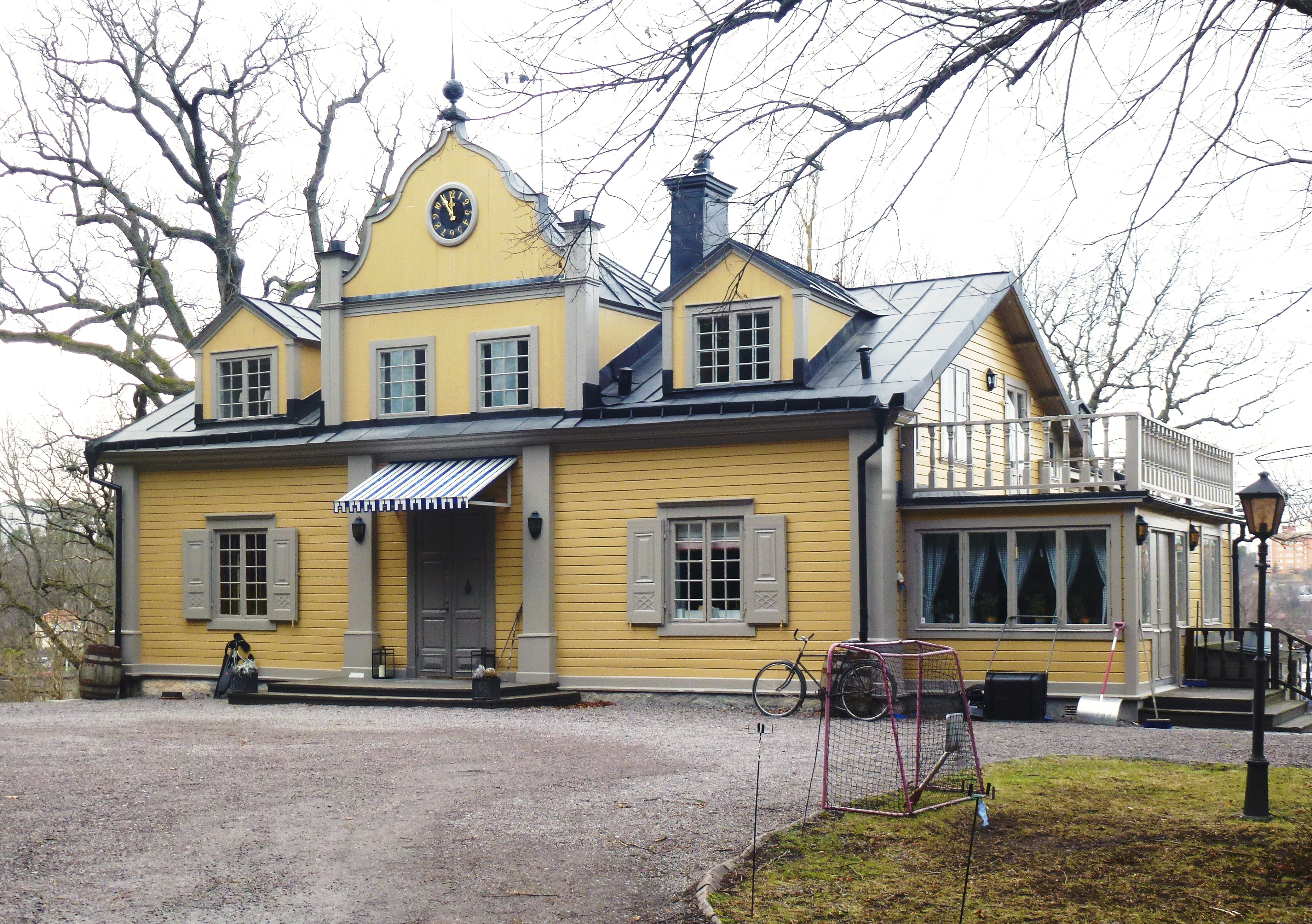
Skogshyddan, entréfasad, 2014.

Skogshyddan (även kallad Cedergrenska Parkvillan) är en kulturhistoriskt värdefull villa i Cedergrenska parken i Stocksund, Danderyds kommun. Skogshyddan var efter 1890 jägmästare Albert Gotthard Nestor Cedergrens sommarvilla. Både Skogshyddan och intilliggande Cedergrenska tornet har av kommunen klassats som ”omistliga”.

## Historik

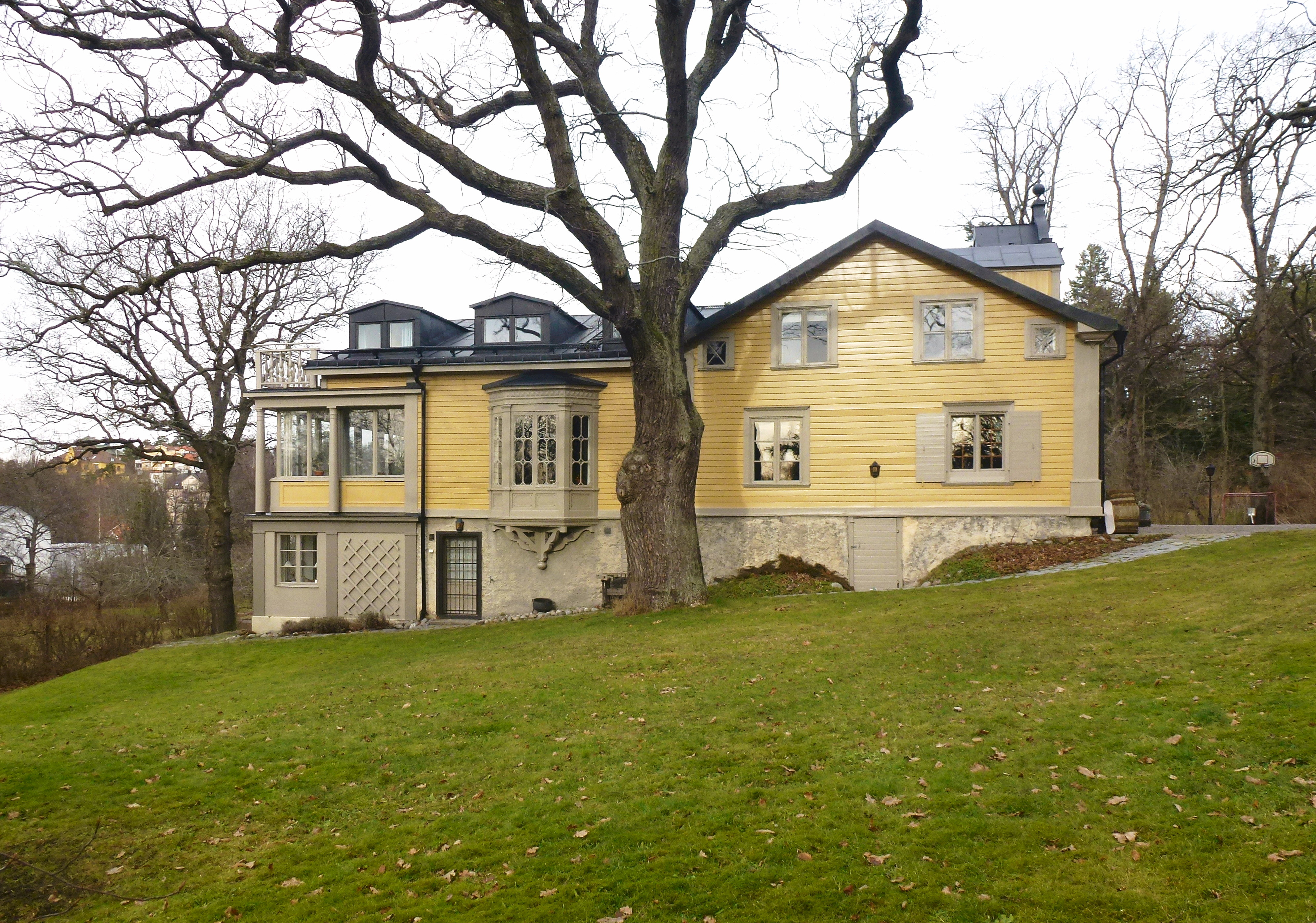
Skogshyddan, fasad mot syd, 2014.

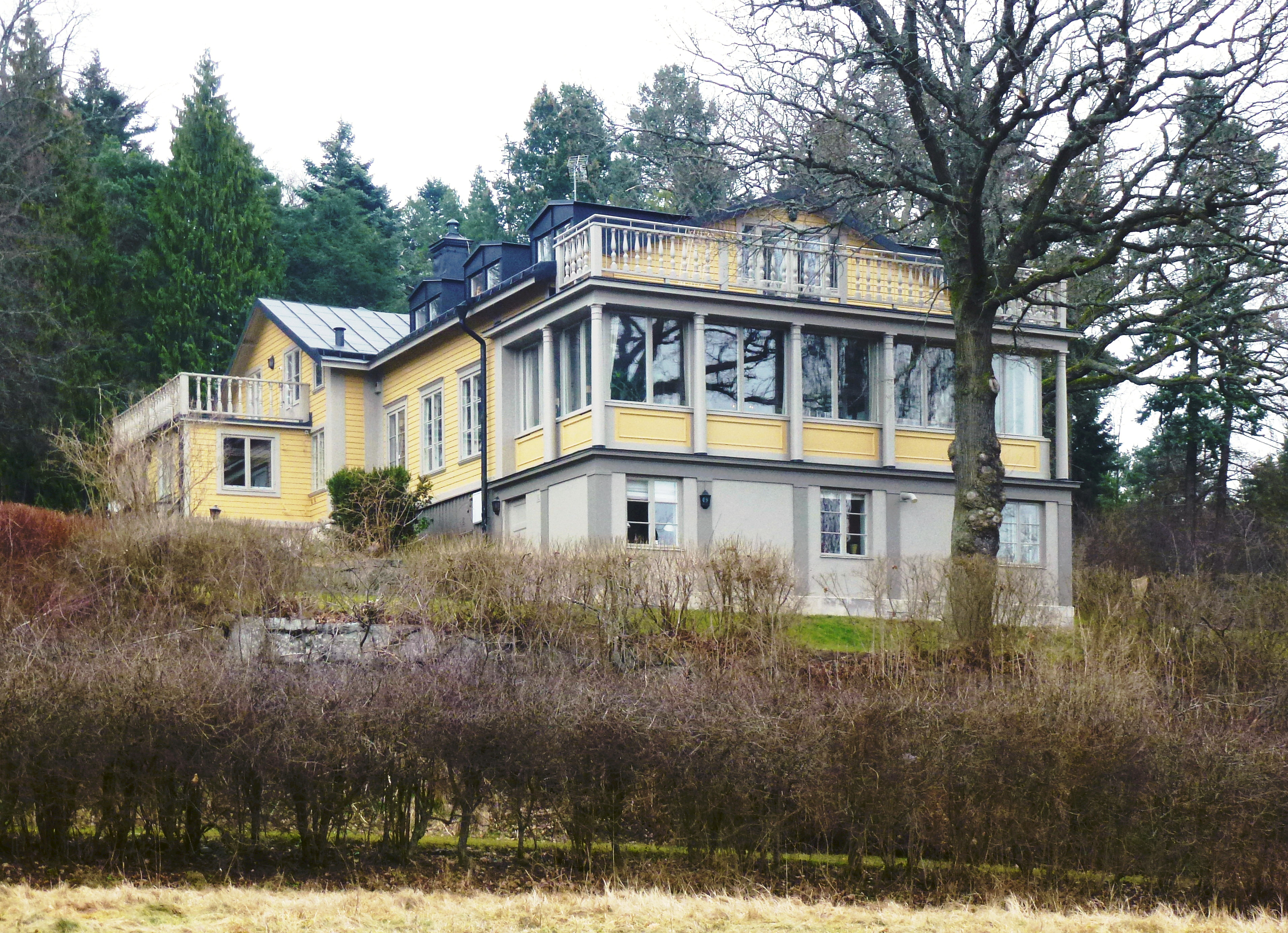
Skogshyddan, fasad mot ost, 2014.

Byggnaden var från början en liten timmerstuga som byggdes 1815 i Ösby, Djursholm. År 1840 plockades stugan ner av August Hazelius, far till Artur Hazelius, och monterades sedan upp på sin nuvarande plats. Samtidigt kompletterade Hazelius stugan med bland annat salong och burspråk.
År 1889 kom Skogshyddan i Cedergrens ägo och den nye ägaren ville bygga ut huset som sommarnöje till sig och sin familj. Han anlitade en rad av dåtidens renommerade arkitekter att komma med förslag, bland dem Isac Gustaf Clason och Ferdinand Boberg, men ingen fick uppdraget utan Cedergren ritade ett eget förslag, som sedan låg till grund för ombyggnaden. Det framträdande mittpartiet med klockgavel vid entrén är Cedergrens verk. På övre våningsplanet lät han bygga sovrum till hustrun och barnkammare för sina fyra döttrar. Glasverandan i väst tillkom 1930 efter Cedergrens död, arkitekt var Erik Lallerstedt.
En bit in på 1970-talet vårdades familjetraditionerna på Skogshyddan av Cedergrens döttrar Vera och Naja. År 1981 förvärvade kommunen området inklusive byggnader. Då var Skogshyddan i starkt förfall och upprustades 1993-94. Huset såldes och drevs under två år som ”Restaurang Parkvillan” innan verksamheten gick i konkurs. Därefter blev Skogshyddan privatbostad.